# Комар (Алтайский край)
Комар — село в Алтайском районе Алтайского края России. Входит в состав Беловского сельсовета.

## История
Село Нижне-Комар было основано в 1872 году. В 1928 году в Нижне-Комаре функционировали школа, библиотека и изба-читальня, имелось 194 хозяйства, проживало 415 человек. В административном отношении село являлось центром сельсовета Алтайского района Бийского округа Сибирского края.

## География
Село находится в юго-восточной части Алтайского края, на берегах рек Сараса и Комар (приток Сарасы), на расстоянии примерно 18 километров (по прямой) к юго-юго-востоку (SSE) от села Алтайского, административного центра района. Абсолютная высота — 587 метров над уровнем моря.
Климат умеренно континентальный с теплым летом и умеренно морозной снежной зимой. Средняя температура января −16,8ºС, июля — + 19,2ºС. Годовое количество осадков — 937 мм.

## Население
| 1997 | 2010 | 2011 | 2012 | 2013 |
| ---- | ---- | ---- | ---- | ---- |
| 2    | ↗213 | ↘210 | ↘204 | ↘193 |

Согласно результатам переписи 2002 года, в национальной структуре населения русские составляли 99 %.

## Инфраструктура
В селе функционируют начальная общеобразовательная школа (филиал МБОУ «Сарасинская СОШ»), фельдшерско-акушерский пункт и отделение Почты России.

## Улицы
Уличная сеть села состоит из 4 улиц и 1 переулка.